# Powiat zambrowski
Powiat zambrowski – powiat w Polsce (województwo podlaskie), reaktywowany w 1999 roku w ramach reformy administracyjnej. Jego siedzibą jest miasto Zambrów.
Powiat graniczy z powiatem łomżyńskim, białostockim, wysokomazowieckim w województwie podlaskim i powiatem ostrowskim w województwie mazowieckim.
Według danych z 31 grudnia 2019 roku powiat zamieszkiwało 43 505 osób. Natomiast według danych z 30 czerwca 2020 roku powiat zamieszkiwało 43 390 osób.

## Podział administracyjny
W skład powiatu wchodzą:
- gmina miejska (miasto): Zambrów
- gminy wiejskie: Kołaki Kościelne, Rutki, Szumowo, Zambrów

## Historia
Powiat zambrowski istniał już w I połowie XV wieku.
W czasach powojennych został reaktywowany dnia 13 listopada 1954 roku w województwie białostockim, jako jeden z pierwszych powiatów utworzonych tuż po wprowadzeniu gromad w miejsce dotychczasowych gmin (29 września 1954) jako podstawowych jednostek administracyjnych PRL. Na powiat zambrowski złożyły się 1 miasto i 28 gromad, które wyłączono z powiatu łomżyńskiego:
- miasto Zambrów
- gromady Chlebiotki Nowe, Cibory Gołeckie, Długobórz II, Gniazdowo, Gosie Małe, Kalinówka-Basie, Kołaki Kościelne, Laskowiec Stary, Lubotyń Stary, Łady Polne, Pęchratka, Pniewo, Podbiele, Poryte-Jabłoń, Pruszki, Puchały, Rutki, Sędziwuje, Śliwowo-Łopienite, Srebrna, Szczodruchy, Szlasy-Lipno, Szumowo, Turobin Stary, Wiśniewo, Wygoda, Zambrzyce-Króle i Zawady

1 stycznia 1957 roku z powiatu zambrowskiego wyłączono gromady Gniazdowo, Lubotyń Stary i Podbiele i włączono je do powiatu ostrowskiego w województwie warszawskim, natomiast z powiatu ostrowskiego wyłączono gromady Paproć Duża, Przeździecko-Mroczki, Skarżyn Stary i Zaręby-Bolędy i włączono je w skład powiatu zambrowskiego. 1 stycznia 1958 roku do Zambrowa przyłączono wieś Nagórki z gromady Poryte-Jabłoń.
Po zniesieniu gromad i reaktywacji gmin z dniem 1 stycznia 1973 roku powiat zambrowski podzielono na 1 miasto i 6 gmin:
- miasto Zambrów
- gminy Gać[8], Kołaki Kościelne, Rutki, Szumowo, Zambrów i Zawady

Po reformie administracyjnej obowiązującej od 1 czerwca 1975 roku terytorium zniesionego powiatu zambrowskiego zostało włączone do nowo powstałego województwa łomżyńskiego.
Wraz z reformą administracyjną z 1999 roku przywrócono w województwie podlaskim powiat zambrowski o kształcie przybliżonym do granic z 1975 roku; jedynie gmina Zawady znalazła się w powiecie białostockim. Porównując obszar dzisiejszego powiatu zambrowskiego z obszarem z 1954 roku można zauważyć, że niektóre tereny znajdują się obecnie w powiecie ostrowskim w województwie mazowieckim (m.in. gmina Stary Lubotyń) oraz w powiatach łomżyńskim i białostockim.

## Transport

### Drogi krajowe i wojewódzkie
Drogi krajowe:
- droga ekspresowa S8
- droga krajowa nr 63
- droga krajowa nr 66

Drogi wojewódzkie:
- droga wojewódzka nr 679

## Demografia
Liczba ludności (dane z 30 czerwca 2012):
|        | Ogółem | Ogółem | Kobiety | Kobiety | Mężczyźni | Mężczyźni |
| osób   | %      | osób   | %       | osób    | %         |           |
| ------ | ------ | ------ | ------- | ------- | --------- | --------- |
| Ogółem | 44 990 | 100    | 22 708  | 50,47   | 22 282    | 49,53     |
| Miasto | 22 653 | 50,35  | 11 768  | 26,16   | 10 885    | 24,19     |
| Wieś   | 22 337 | 49,65  | 10 940  | 24,32   | 11 397    | 25,33     |

▶Wieś vs ▶miasto
Ogółem (▶k, ▶m)
Miasto (▶k, ▶m)
Wieś (▶k, ▶m)
- Piramida wieku mieszkańców powiatu zambrowskiego w 2014 roku[11].

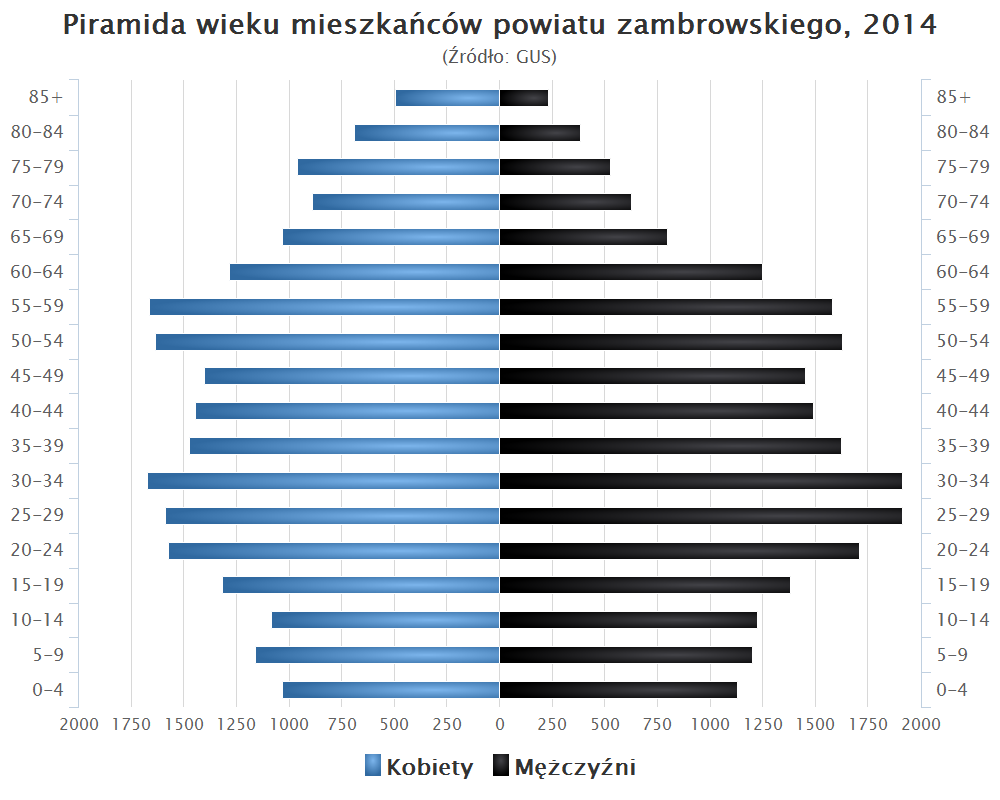

## Stopa bezrobocia
We wrześniu 2019 liczba zarejestrowanych bezrobotnych wynosiła 1 100 osób, a stopa bezrobocia 6,2%.